# Aung San Su Či
Aung San Su Či (burmansko ) Aung San Suu Kyi, mjanmarska političarka, prejemnica Nobelove nagrade za mir, * 19. junij 1945. Je diplomat in avtor in je prva in sedanja državna svetovalka ter vodja Nacionalne lige za demokracijo. Bila je tudi prva ženska, ki je služila kot minister za zunanje zadeve Mjanmara, minister v uradu predsednika, minister za električno energijo in energetiko in minister za šolstvo in predsednica kabineta Htin Kyawa in od leta 2012 do 2016 je bila članica parlamenta Pyithu Hluttaw za okrožje Kawhmu.
Najmlajša hči Aung Sana, očeta naroda v sodobnem Mjanmaru in Khin Kyi, se je rodila v Rangoonu (današnji Jangon) v britanski Burmi. Po diplomi na Univerzi v Delhiju leta 1964 in na Univerzi v Oxfordu leta 1968 je tri leta delala v Združenih narodih. Leta 1972 se je poročila z Michaelom Arisom in rodila dva otroka. Udejstvovala se je v uporu 8888 (8888 Uprising) in postala generalna sekretarka Nacionalne lige za demokracijo (NLD), ki je bila na novo ustanovljena s pomočjo več upokojenih vojaških uradnikov, ki so kritizirali vojaško hunto.
Na volitvah leta 1990 je NLD osvojil 81% sedežev v parlamentu, rezultati pa so bili razveljavljeni, saj vojska ni hotela prevzeti oblasti, kar je povzročilo mednarodno nezadovoljstvo. Takrat je že bila zadržana v hišnem priporu pred volitvami. V hišnem priporu je od preteklih 21 preživela 15 let in postala ena od najpomembnejših političnih zapornikov na svetu. Na prostost je bila izpuščena 13. novembra 2010.
Njena stranka je bojkotirala volitve leta 2010, kar je pripomoglo k zmagi vojaško podprte Unije za solidarnost in razvoj. Aung San Su Či je postala članica parlamenta Pyithu Hluttaw za okrožje Kawhmu, medtem ko je njena stranka na volitvah leta 2012 osvojila 43 od 45 prostih mest. Na volitvah leta 2015 je njena stranka zmagala, pri čemer je dobila 86 % sedežev v skupščini Unije – tudi več kot 67 odstotkov tistih, potrebnih za zagotovitev, da so njeni prednostni kandidati izvoljeni za predsednika in drugega namestnika predsednika. Čeprav je ni mogla postati predsednik zaradi določbe v ustavi – njen pokojni mož in otroci so tuji državljani – je prevzela novo ustvarjeno vlogo državne svetnice, ki je vloga sorodna predsedniku vlade.
Aung San Su Či je bila dobitnica Raftove nagrade in nagrade Saharova za svobodo misli leta 1990, leta 1991 pa je prejela Nobelovo nagrado za mir. Leta 1992 so ji podelili nagrado Jawaharlal Nehruja za mednarodno razumevanje indijske vlade. Aung San Su Či je tretji otrok in edina hči Aung San, za katerega pravijio da je oče moderne Burme.

## Obdobja hišnega pripora
- 20. julij 1989 – Pridržana v hišnem priporu v Rangunu, pod zakonom, ki omogoča zadržanje brez obsodbe in sojenja do obdobja treh let.
- 10. julij 1995 – Izpuščena iz hišnega pripora.
- 23. september 2000 – Pridržana v hišnem priporu.
- 6. maj 2002 – Izpuščena po 19 mesecih.
- 30. maj 2003 – Aretirana po Depayinskem masakru in odpeljana na skrito lokacijo v pripor za več kot 3 mesece, preden je bila prestavljena v hišni pripor.[4]
- 25. maj 2007 – Hišni pripor podaljšan za eno leto, kljub direktni pritožbi Združenih narodov, generalnega sekretarja Kofija Annana, generalu Than Shweju.[5]
- 24. oktober 2007 – 12. let v hišnem priporu, ljudje solidarno protestirajo za izpustitev v 12. evropskih mestih.[6]
- 27. maj 2008 – Hišni pripor podaljšan za eno leto, kar je protizakonito po mednarodnem pravu in mjanmarskem pravu.[7]
- 11. avgust 2009 – Hišni pripor podaljšan za 18. mesecev, zaradi "kršitve" povzročene v maju 2009, zaradi prekoračitve ograje.
- 13. november 2010 – Izpustitev iz hišnega pripora.[8]

## Dela
Aung San Su Či je objavila dve knjige esejev, Svoboda pred strahom (Freedom from Fear, 1991) in Pisma iz Burme (Letters from Burma, 1997).